# Ainhum
L'ainhum (également connu sous le nom bankokerend, spontanea dactylolysis ou sukhapakla)  est une constriction douloureuse de la base du cinquième orteil précédant souvent de longue date (quelques années) une amputation bilatérale spontanée  ou auto amputation. La "maladie" (très localisée) est observée principalement chez les noirs africains et leurs descendants. L'étiologie exacte est, en 2010, encore loin d'être claire.

## Histoire de la médecine
JF da Silva Lima en 1867 reconnait comme une maladie distincte, l'ainhum, qu'il décrit en détail comme maladie du cinquième orteil dans la tribu Nagos à Bahia, au Brésil. Appelé "ainhum" par les Nagos et signifie "scier", caractérisant la perte douloureuse du cinquième orteil. L'origine de ce terme serait africaine. Par la traite négrière, les Nagos descendraient d'une tribu indigène du Nigéria.

## Épidémiologie
L'ainhum touche avant tout les peuples noirs vivant en Afrique de l'Ouest, Amérique du Sud, Antilles (Guadeloupe [1]) et Inde. Au Nigéria, ce serait une maladie non rare avec une incidence de 2,2 %. Daccarett note rétrospectivement une incidence de 1,7 % dans une population avant tout afro-américaine à Chicago. Jusqu'à présent, seuls quelques très rares cas auraient été publiés en Europe. L'ainhum toucherait généralement des sujets entre 20 et 50 ans. L'âge moyen serait d'environ trente-huit. Le plus jeune patient connu aurait sept ans. Il n'y a pas de prédominance selon le sexe.

## Étiologie et pathogénie
La  cause véritable de l'ainhum serait à préciser. L'ainhum n'est pas dû à une infection, que ce soit par parasites, champignons, bactéries ou virus. Il n'est pas non plus  lié à des traumatismes, même mineurs comme marcher pieds nus dans l'enfance : la maladie s'observe chez des sujets qui n'ont jamais marché nu-pieds. La "race" semble bien être l'un des facteurs prédisposants majeurs et il pourrait bien exister un facteur génétique, avec la notion de formes familiales. Dent et al. évoquent la possibilité d'une anomalie génétique impliquant la vascularisation du pied. [citation nécessaire ]branche L'angiographie de cinq membres atteints d'ainhum montre une artère tibiale postérieure tenue dès la cheville et à la voûte plantaire ne présenterait pas ses branches plantaires habituelle, l'artère pédieuse, suite de l'artère tibial antérieure constituant le seul apport artériel à l'avant-pied et au petit orteil.

## Signes cliniques
Le sillon commence à la partie plantaire et interne de la base du cinquième orteil, en regard habituellement du pli de flexion plantaire. Ce sillon devient de plus en plus profond  et de plus en plus circulaire. La vitesse de propagation est variable : la maladie peut évoluer vers un cercle complet en quelques mois, ou encore rester en arc de cercle, pendant des années. Les deux pieds sont touchés, mais généralement pas au même degré, dans une majorité de cas (environ 75 pour cent des cas). [citation nécessaire ]S'il n'y a pas de cas décrit ayant débuté sur un orteil autre que le cinquième, un sillon peut aussi toucher le troisième ou quatrième orteil. La partie distale de l'orteil enfle avec un aspect de petite "patate". Ce "gonflement" est le résultat de la stase lymphatique distale en amont de la constriction proximale. Après un certain délai, le sillon  peut être infecté par le staphylocoque. Au fur et à mesure que le sillon devient plus profond, la compression des tendons, des vaisseaux et des nerfs s'accroît. L'os est absorbé par la pression, sans aucune trace d'infection. Après un certain délai tous les éléments distaux par rapport à la sténose sont réduits à un cordon avasculaire. La connexion de l'orteil au pied devient de plus en plus mince, et si l'orteil n'est pas amputé, ce qui en reste tombe spontanément sans le moindre saignement. Habituellement, il faut compter environ cinq ans avant d'observer cette autoamputation.
Cole décrit ainsi quatre degrés :
• Degré I : sillon
• Degré II : ulcèration du fond du sillon est
• Degré III : atteinte osseuse
• Degré IV : autoamputation

## Signes fonctionnels
La douleur est présente dans environ 78 % des cas. Une légère douleur est présente au début de l'évolution, causée par la pression sur le nerf collatéral tibial sous-jacent. En cas de fracture de la phalange ou d'infection, cette douleur serait plus intense.

## Histologie
L'histologie montre une fixation de kératine dense dans le sillon. Le tissu de jonction est réduit à un mince filet fibreux, presque avasculaire, et tous les tissus au-delà de la bande de constriction sont comprimés par une masse fibro-graisseuse couverts de téguments hyperkératosiques.

## Imagerie
La constriction des parties molles à la face tibiale du cinquième orteil est le  signe radiologique, le plus fréquemment présent dans les premiers stades. Le gonflement distal de l'orteil est considérée comme caractéristique de la maladie. Dans les lésions de degrés III, l'ostéolyse est perçue en regard de l'articulation interphalangienne proximale, avec un aspect effilé de l'os caractéristique. La désaxation de la tête de la phalange proximale est souvent observée. Enfin, après autoamputation, la base de la phalange proximale est préservée. L'examen radiologique permettrait non pas tant un diagnostic plus précoce que la classification plus précise en degrés de l'ainhum. Un diagnostic précoce serait dit-on cruciale pour prévenir (ou retarder ?) l'amputation.

## Diagnostic différentiel
L'ainhum est un état acquis tardivement et d'aggravation progressive, et donc bien différent  d'une constriction  annulaire  congénitale de la maladie dite amniotique. L'ainhum serait volontiers confondu avec d'autres maladies comme la lèpre, la gangrène diabétique, la syringomyélie, la sclérodermie ou le syndrome de Vohwinkel ou Keratodermia hereditaria mutilans.

## Traitement
Les incisions dans le sillon seraient inefficaces. L'excision du sillon suivie par plastie en Z peut soulager la douleur et prévenir (ou retarder) l'autoamputation en cas de degré I et II. Les lésions de degré III seraient par désarticulation de l'articulation métatarsophalangienne ou amputation conservant la base de la première phalange. Cette amputation soulage aussi la douleur, et tous les opéré(e)s ont un pied stable et utile.